# 鴨川市陸上競技場
鴨川市陸上競技場（かもがわしりくじょうきょうぎじょう）は、千葉県鴨川市が所有・運営している多目的スタジアム。
安房郡市では唯一、日本陸連第3種公認競技場に指定されている。鴨川市総合運動施設の1つ。

## 歴史
1974年3月に建設された。その後、1995年6月に改修工事が完了、2010年に5000万円をかけて改修工事を行った結果、日本陸連第3種公認競技場としての指定が継続された。

## 利用状況
陸上競技場から館山市にある千葉県南総文化ホールまで37.6kmのコースで南房駅伝大会が実施されている。また鋸南町保健福祉センターとの間で長狭街道駅伝が行われている。
収容人数などの関係から日本プロサッカーリーグ（Jリーグ）の試合は開催できないが、日本フットボールリーグ(JFL)、ジェフユナイテッド市原・千葉リザーブズの一部ホームゲームで使用された。南房総のサッカーにおける主要なスタジアムのひとつである。
現在は、日本女子サッカーリーグチャレンジリーグのオルカ鴨川FCのホームスタジアムとなっている。
2005年には第10回全日本女子ユース（U-15）サッカー選手権大会・関東予選が行われた。
2009年5月31日には、総理大臣杯全日本大学サッカートーナメント都県予備予選で、共に千葉県外の亜細亜大学と産業能率大学が対戦している。
総合運動施設内には他に、総天然芝、スタンドなしのサッカー場や、プロ野球パ・リーグ千葉ロッテマリーンズがキャンプ地として使用している鴨川市営球場、そのサブグラウンドであるソフトボール場等が隣接して立地している。

## 施設概要
- 第3種公認陸上競技場
- 収容人数　4240人（座席数1240・メインスタンドのみ固定座席、他は芝生席）
- トラック400m×8レーン
- 照明設備：無し

## 交通
- JR東日本安房鴨川駅から徒歩30分[6][9]
- 館山自動車道木更津南ICから1時間